# Vijayabahu I
Vijayabahu I (Kirti II) fou rei de Polonnaruwa del 1070 al 1111 (i abans de Ruhunu com pretendent del 1062 al 1066 i com a cap suprem/rei del 1066 al 1070). Era fill de Mogallana (descendent de Mahinda V) i de Lokita (descendent de Dathupatissa).

## Pretendent a Ruhunu
Amb 13 anys el príncep Kirit es va revoltar contra Lokeswara de Ruhunu. Les forces dels dos rivals es van enfrontar diverses vegades, sent els principals combats a Bodivale i alguns a Cunnasala en cadascun dels quals les forces de Lokeswara foren rebutjades. Finalment un guerrer molt notable, Devamalla (fill d'un noble de nom Kirti de Makkha-Kudrusa), que ja havia combatut amb molt d'èxit contra els coles, es va unir a Kirti, que amb aquest reforç es va sentir prou fort per iniciar una acció decisiva contra Lokeswara. Va sortir de Cunnasala i va acampar a Remunusela al districte de Hirannamalaya (Ratnapura); alli va enfrontar a Lokeswara que tenia unes forces superiors; Kirti va actuar a la defensiva i va aconseguir la retirada de Lokeswara cap a la seva capital Kataragama, on va esperar l'arribada del seu rival. En l'espera Lokeswara es va posar malalt i va morir després de sis anys de regnat i el va succeir Kassapa.
Quan els coles van tenir notícies de la mort de Lokeswara, van envair el districte de Ruhunu i es van dirigir a Kataragama. Kassapa els va sortir a l'encontre dirigint en persona l'exèrcit, u els va derrotar; els va perseguir en la seva retirada fins a Rakkhapasana (que podria ser Rakwana), on va estacionar una força per guardar la frontera retornant amb gran pompa a la seva capital. A la tornada va saber que el príncep Kirti II prosseguia la seva lluita i reclamava el poder com havia fet en temps de Lokeswara. Kassapa es va dirigir a Sippatthalaka, on es va trobar amb Kirti II que també tenia un exèrcit nombrós que havia estat reclutat al korale de Pailcayojana (Pasdun). Kassapa es va adonar que la població en el districte on es trobava li era hostil i va ordenar la retirada perquè era massa difícil lliurar la batalla en aquella zona.
Kirti II el va seguir amb cautela fins a Kataragama, on va decidir lliurar batalla prop de la capital del seu rival. Kirti va ordenar l'atac a Kataragama i es va lliurar una sagnant batalla a les portes de la ciutat, en la qual Kassapa va trobar la mort (1068). El valent príncep Kirti (II) que havia iniciat la seva lluita amb només 13 anys i ara en tenia 17, es va proclamar rei agafant aviat el nom de regne de Vijayabahu I.

## Rei o Cap Suprem de Ruhunu
Des que va consolidar el poder a Ruhunu, Kirti II va dedicar les seves energies a recuperar el poder a la resta de Ceilan emprant totes les tècniques (dissensions, atacs sobtats, negociacions i suborns). El rei cola, que controlava el Pihiti Rata, davant els nou esdeveniments, va enviar ordres al seu general en cap que residia a Polonnaruwa, de capturar al rei de Ruhunu; els coles van envair el sud de l'illa i van avançar cap a Kataragama. Kirti II es va retirar de la capital i es va refugiar en una fortalesa de la muntanya. El general cola no es va atrevir a perseguir-lo i es va acontentar amb saquejar la capital i va retornar després a Polonnaruwa. Llavors Kirti va baixar de les muntanyes i es va estacionar a la seva anterior fortalesa de Sippatthalaka. D'allí va enviar una ambaixada amb valuosos regals al rei de Ramanna (el territori entre Arakan i Siam) al que va demanar ajut en una guerra contra els cola. Però el poble de Ramanna no era guerrer sinó dedicat a la religió i el seu rei va retornar l'ambaixada amb robes, fusta de sàndal i altres coses de valor, que Kirti II va repartir entre els seus guerrers. En tot cas Kirti va haver d'abandonar de moment la idea de envair Pihiti Rata i va fixar la seva residència a Tannnalagama.
Mentre el fracàs del general cola en capturar al rei de Ruhunu havia fet baixar la confiança de la població en els coles; els caps menors singalesos van començar a negar-se a pagar impostos als coles. Tan estesa era la agitació entre els singalesos de Pihiti Rata que les forces dels coles es consideraven insuficients per fer valer l'autoritat del seu rei i es van haver de demanar reforços. El rei cola va enviar un exèrcit manat pel principal general del país; aquestes forces van desembarcar a Mahatittha ((Mantotta) un port del nord en front de l'illa de Manar i es van dirigir al sud aplanant l'oposició dels turbulents habitants de Ruhunu amb una gran matança. Finalment eufòric pel seu èxit a Pihiti Rata, el experimentat general cola va decidir expulsar de l'illa a la causa de tots els problemes, Kirti II. Per això va conduir el seu exèrcit a Ruhunu mentre el rei d'aquest país ja havia planejat una estratègia per fer-hi front: dos dels seus més valents oficials (Ravideva i Chala) amb una força important van fer-se passar per desertors i es van unir al general cola, content per l'increment de forces que això li suposava fin al punt que no va dubtar a avançar contra Kirti II que s'havia fortificat a Pulutupana (Polluttha-pabbata). Allí es va lliurar una terrible batalla en el curs de la qual Ravideva i Chala van canviar de bàndol i els coles es van veure atacats per dos costats (de dins i de fora de la fortalesa) i van haver de retirar-se; els singalesos els van perseguir i no els van donar quarter fins que van aconseguir capturar al general cola amb tots els seus carros i tresors al poble de Tambavitthi. Exaltat per aquesta victòria i accedint als desitjos dels seus ministres, Kirti va decidir avançar cap a Polonnaruwa que va ocupar.
Mentre les notícies del desastre havien arribat al regne Cola on es va aixecar un nou exèrcit encara més important que la darrera que fou enviada ràpidament a Ceilan amb el rei acompanyant l'exèrcit al port on van embarcar, i desitjant als seus homes una bona fortuna. Quan Kirti II va saber el desembarcament de l'exèrcit cola va enviar un exèrcit (sota un dels seus generals) per enfrontar-lo. Una gran batalla es va lliurar prop d'Anuradhapura en la qual els singalesos foren derrotats i Kirti II va evacuar Polonnaruwa i es va refugiar en una població anomenada Villikabana, on va reagrupar les seves forces mentre els coles establien les seves posicions a Pihiti Rata. Quan les forces coles van marxar contra Kirti II, aquest es va retirar amb les provisions necessàries cap a una roca anomenada Vatagiri, on es va fortificar i va resistir l'atac cola durant tres mesos al final dels quals els assetjats van fer una sortida i van derrotar els atacants.
Kirti II no es va permetre cap respir, ja que un germà petit de Kassapa, s'havia apoderat del poder a Ruhunu aprofitant que l'exèrcit de Kiri II estava exhaust; la seva revolta tenia el suport dels habitants del districte de Guttahalaka. Kirti II (Vijayabahu) va determinar aplanar la rebel·lió i les seves forces van avançar cap a la principal fortalesa rebel a Khadirangani; el cap rebel fou derrotat però va poder fugir i va presentar batalla a Kubulagalla, on fou altre cop derrotat i es va haver de refugiar a Pihiti Rata, abandonat a la seva esposa, fills,, exèrcit i tresor. Amb aquest botí Kirti II va fer camí fins a la vella fortalesa de Tambalagama, que va restaurar. D'allí es va traslladar a Mahanagakula, on es va començar a preparar per assaltar el territori cola. Va enviar dos exercits cap al nord, un per l'interior i l'altre per la costa a Pihiti Rata. El primer va anar arrabassant fortificació rere fortificació als coles que estaven desmoralitzats després de la captura del seu general i van arribar a Mantotta. Entre les fortificacions capturades estaven les de Mahanarugama, Badalat-thala, Vapinagara, Buddhagama, TilaguUa, Mahagalla, Mandagalla i Anuradhapura. L'exèrcit enviat per la costa va tenir el mateix èxit i va arrasar la fortalesa de Chagaina assaltant altres diversos campaments fins a arribar a la rodalia de Polonnaruwa on es van aturar esperant l'arribada de Kirti II amb reforços per assaltar la ciutat.
Mentre els coles de totes parts del país, sabent del perill que corria la seva capital, es van precipitar a defensar-la. També Kirti II, al saber els èxits, es va precipitar contra Polonnaruwa amb totes les seves forces aturant-se a Mahiyangana (Alutnuwera al districte de Bintenne). Poc després va reunir les seves force si va marxar contra la capital cola, establint el seu campament a la rodalia. Els coles van fer una sortida i es va lliurar una acarnissada batalla però foren rebutjats i van haver de tornar darrere les muralles; durant sis setmanes van defensar la ciutat fins que finalment fou presa per assalt encapçalats pels regiments de Ravideva i Chala que foren els primers a entrar-hi.

## Rei de Polonnaruwa
En els dos anys següents el rei es va dedicar a establir l'administració del país que estava en estat d'anarquia després de cinquanta anys de guerra. En aquests dos anys es va produir una revolta militar dirigida per un oficial de nom Adimalaya, que fou esclafada amb rapidesa. Kirti II que només era rei de Ruhunu, fou coronat com a rei de Ceilan a Anuradhapura, i en endavant fou sempre anomenat Vijayabahu I o Hiri Sanghabo.
Després es va establir a Polonnaruwa, que almenys temporalment va convertir en seu del seu govern. Els seus nobles foren situats en els llocs principals d'acord amb els seus mèrits. Com a primer ministre va nomenar al seu germà Vira Bahu, home de gran valor i habilitats administratives; el govern de Ruhunu fou concedit al seu altre germà Jaya Bahu.
Va decretar la recaptació de taxes de manera equitativa, l'establiment de corts de justícia a tot el país on els casos s'havien d'investigar i fallar segons la llei. Entre els ministres el porta-estendards (chattagahakanatha), el cap de justícia (dhammagehaka-nayaka) i el de comerç (setthi-nabha), van contrariar al rei i van haver de fugir del país, però al cap d'un temps van retornar per encapçalar una gran rebel·lió a Ruhunu, Malaya Rata i la part oest de l'illa. Vijayabahu va atacar Ruhunu i Malaya Ratu i va derrotar els rebels i llavors es va dirigir a l'oest on va derrotar el que restava de la rebel·lió en una sagnant batalla; els capturats vius foren empalats al camp de batalla per a servir com a exemple.
Durant el seu regnat la reina del ex rei Jagatipala (que havia estat expulsat pels coles), va poder escapar de la captivitat dels coles i retornar amb la seva filla Lilavati. Fou odentificada i el rei es va casar amb Lilavati, que li va donar una filla (Yasodhara). Com que volia perpetuar la seva família es va casar una segona vegada amb la bella princesa Lilokasundari del Regne de Kalinga que li va donar cinc filles (Subhaddha, Summitta, Lokanatha, Ratanavali i Rupavati) i un fill (Vikramabahu).
La germana de Vijayabahu, Mitta, fou donada en matrimoni a un príncep de Pandya (en preferència al rei de Cola que també l'havia sol·licitat)
D'acord amb un costum antic, el rei va seleccionar homes entre les principals famílies i els va posar a la seva guàrdia. Va fortificar Polonnaruwa establint una muralla a l'entorn protegida per torres i un fossar fondo a tot l'entorn. Per reforçar el budisme va enviar monjos a Ramanna (Birmània) per formar-se i després predicar al país. A Anuradhapura els temples deteriorats foren reparats. El rei va construir molts vihares entre els quals el de Tilaka a Polonnaruwa.
Vers el 1075 van arribar a l'illa dues ambaixades amb regals pel rei procedents de Kannata (al Deccan) i Cola. Va retornar les ambaixades amb regals pels seus reis. Però el rei de Cola es va queixar que l'ambaixada de Kannata havia estat atesa abans va fer tallar les orelles i nassos de la delegació singalesa i els va retornar a Ceilan. Vijayabahu I el va desafiar a un combat singular o a una lluita entre els dos exèrcits i es van fer preparatius. Un exèrcit singalès va agrupar-se a Anuradhapura i es va dirigir a Mantotta per envair Cola; però al embarcar el regiment de mercenaris es va amotinar; els rebels van matar als oficials i es van dirigir a Polonnaruwa que van ocupar. Vijayabahu I es va retirar a Ruhunu amb els seus tresors i allí va rebre l'ajut del seu germà Vira Bahu i va tornar a Polonnaruwa que va ocupar derrotant els rebels als caps dels quals es va cremar vius.
Per la resta del seu regnat la pau va prevaldre i el rei es va poder dedicar a la religió i la cura dels seus súbdits. Va reparar diversos tancs d'aigua 
(Mahaheli, Sareheru, Mahadatika, Katunnaru, Pandavapi, Kallagallika, Erandagalla, Dighavatthuka, Mandavataka, Kitta, Aggabodhipabhata, Valahassa, Mahadaragalla, Kumbhila-sobbha, Pattapasana i Kana). Va arranjar el canal Tilavatthuka amb el qual va omplir el tanc de Mineriya amb aigua. Va reparar també nombroses vihares. Va construir dagobes a Mahagania (Ruhunu); el poble de Gilirnalaya, on abundava l'arròs, fou concedit per abastir gratuïtament als pelegrins que visitaven la petjada de Buda al Pic d'Adam (Samanta-kuta) i va establir allotjaments al camí de Kadaligama i al de Uwa. També va donar terres als coixos i als cecs.
Fou un notable poeta i va encoratjar la literatura.
El primer ministre Vira Bahu va morir a la part final del regnat del seu germà. El va succeir el seu germà Jaya Bahu de Ruhunu mentre el fill del rei, Vikramabahu I, va assolir el govern de Ruhunu al seu lloc.
Va morir després de regnar més de 40 anys sobre tota l'illa. La seva vídua Mitta va conspirar amb els seus trtes fills, els principals oficials de l'estat i els monjos caps de les principals vihares, i va aconseguir fer nomenar nou rei a Jaya Bahu el qual, contra el costum, va nomenar sub-rei al seu fill Manabharana.